# Larba Touloumbou
Larba Touloumbou (auch: Larba Toloumbou, Larbatouloubo, Larba Touloubo, Larba Touloumbo) ist ein Dorf in der Landgemeinde Namaro in Niger.

## Geographie
Das von einem traditionellen Ortsvorsteher (chef traditionnel) geleitete Dorf liegt am rechten Ufer des Flusses Sirba.  Es befindet sich rund 16 Kilometer westlich des Hauptorts Namaro der gleichnamigen Landgemeinde, die zum Departement Kollo in der Region Tillabéri gehört. Ein Nachbardorf von Larba Touloumbou am gegenüberliegenden Flussufer im Norden ist Larba Birno.
Larba Touloumbou ist Teil der Übergangszone zwischen Sahel und Sudan. Die durchschnittliche jährliche Niederschlagshöhe beträgt hier zwischen 400 und 500 mm.

## Geschichte
Larba Touloumbou war 2010 von Überschwemmungen der Sirba betroffen.

## Bevölkerung
Bei der Volkszählung 2012 hatte Larba Touloumbou 758 Einwohner, die in 88 Haushalten lebten. Bei der Volkszählung 2001 betrug die Einwohnerzahl 333 in 41 Haushalten und bei der Volkszählung 1988 belief sich die Einwohnerzahl auf 2084 in 214 Haushalten.

## Wirtschaft und Infrastruktur
Mit einem Centre de Santé Intégré (CSI) ist ein Gesundheitszentrum im Ort vorhanden. Es gibt eine Schule. Diese war in den 1970er Jahren an einem groß angelegten Schulfernsehen-Projekt beteiligt, aus dem das erste nationale Fernsehprogramm der staatlichen Rundfunkanstalt ORTN hervorging.